# اوزون تپه
اوزون‌تپه (به ترکی آذربایجانی: Uzuntəpə) یک منطقه مسکونی در جمهوری آذربایجان است که در شهرستان جلیل‌آباد واقع شده‌است. اوزون‌تپه ۶۶۴۶ نفر جمعیت دارد.